# Наранг Порнсіріпорн
Наранг Порнсіріпорн (14 квітня 2001) — таїландський плавець. Учасник Чемпіонату світу з водних видів спорту 2017, де в попередніх запливах на дистанції 50 метрів батерфляєм посів 58-ме місце і не потрапив до півфіналу.